# ビオグラード・ナ・モル
ビオグラード・ナ・モル （クロアチア語: Biograd na Moru、イタリア語: Zaravecchia, ヴェネツィア方言: Xara Vècia）は、クロアチアの都市及び基礎自治体。ダルマチア地方にあり、ザダル郡に属する。2005年時点での人口は6,059人。アドリア海を挟んでパシュマン島をのぞみ、ザダルとスコシャンからヴォディツェとシベニクへ向かう途上にある。
ビオグラード・ナ・モルは、長い伝統を持つ観光地として知られている。1920年代にチェコ領から初めての観光客がやってきて、最古のホテルは1935年に建てられた。

## 地理

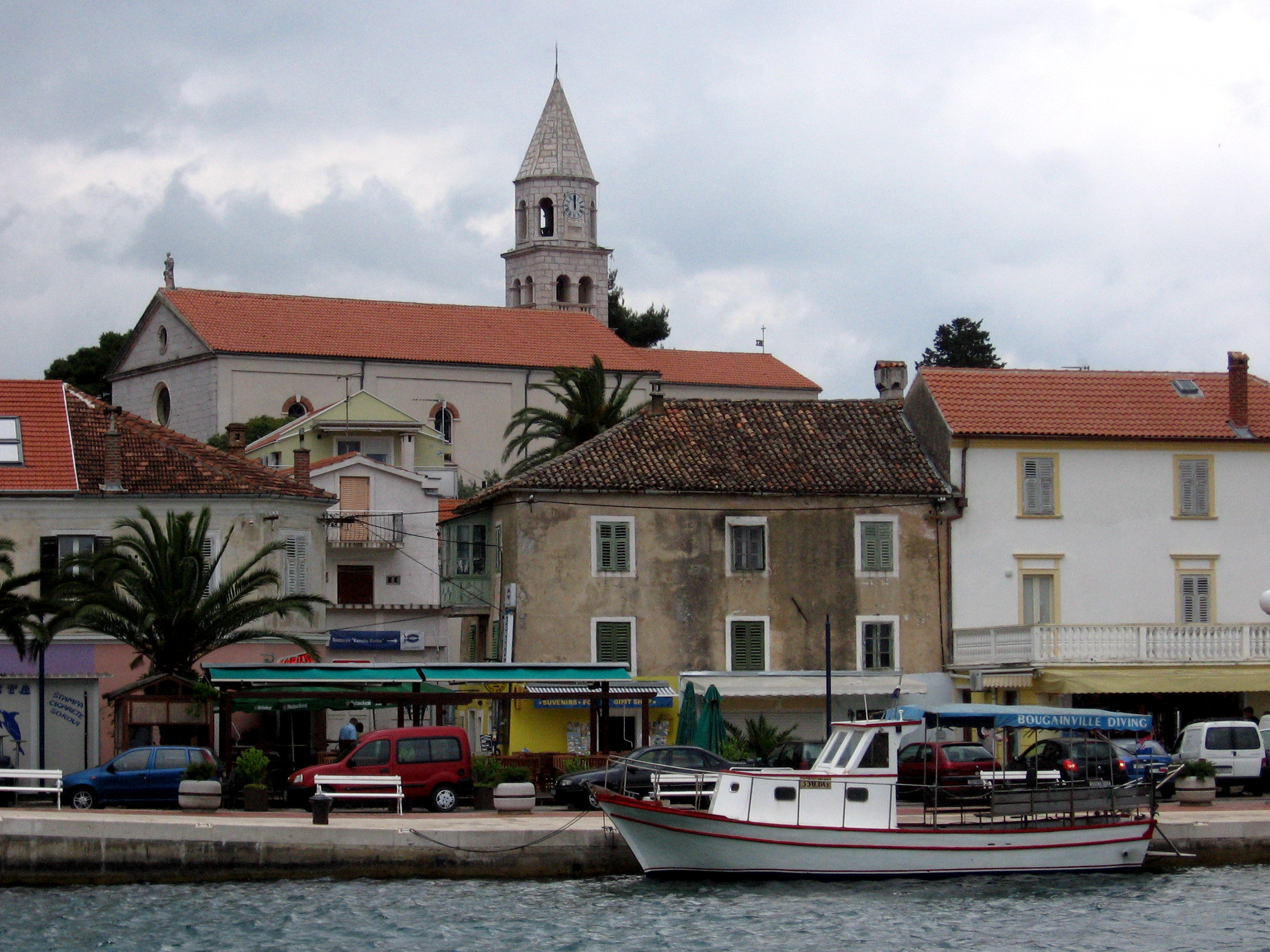

ビオグラード・ナ・モルは郡都ザダルから28km南に位置する。南のソリニ湾と北のボシャネ湾に囲まれた小さな半島にあり、沖にはプラナツ島とスヴェタ・カタリナ島が浮かぶ。

## 歴史
地名は『海に面した白い町』を意味する。初めて名前が歴史に登場したのは10世紀で、中世のクロアチア王国国王によって建設された。司教と同様クロアチア王国の首都が置かれ、クロアチア王国を併合したハンガリー王カールマーンは、1102年にこの地で戴冠している。1202年、第四次十字軍がザダルを占領すると、多くの都市住民が難を逃れ避難してきたため、ビオグラード・ナ・モルは『ザラ・ヴェッキア』（Zara vecchia、古いザラ）と称されもした。
13世紀から14世紀、市は所有権が転々とし、ツェティナ公、ヴラナのテンプル騎士団、ブリビル公、シュビチ公らが領主となった。1409年にはヴェネツィア共和国が宗主国となり、1797年に共和国が衰退するまで繁栄を続けた。
ヴェネツィア＝オスマン帝国戦争の間、市は1521年と1646年の2度戦場となり、破壊され火を放たれた。16世紀と17世紀、クロアチアの国民軍がビオグラードで設置され、対トルコ戦に幾度となく巻き込まれた。
クロアチア紛争の際、1991年から1993年にかけ、セルビア軍は広域な爆撃によって相当な被害を与えた。

## 人口
町そのものの人口は5,259人だが、基礎自治体全体では6,259人（2001年）である。人口の95%がクロアチア人である。